# Бузато (Венеција)
Бузато (итал. Busatto) је насеље у Италији у округу Венеција, региону Венето.
Према процени из 2011. у насељу је живело 118 становника. Насеље се налази на надморској висини од 9 м.